# Károly Ráth
Dans le nom hongrois Ráth Károly, le nom de famille précède le prénom, mais cet article utilise l’ordre habituel en français Károly Ráth, où le prénom précède le nom.
Károly Ráth, né le 20 février 1821 à Buda et mort le 30 juillet 1897 à Budapest, est un homme politique hongrois, premier bourgmestre principal de Budapest de 1873 à 1897.